# Polynoidae
Famille
Les Polynoidae sont une famille de vers annélides polychètes marins de l'ordre des Phyllodocida.

## Description et caractéristiques

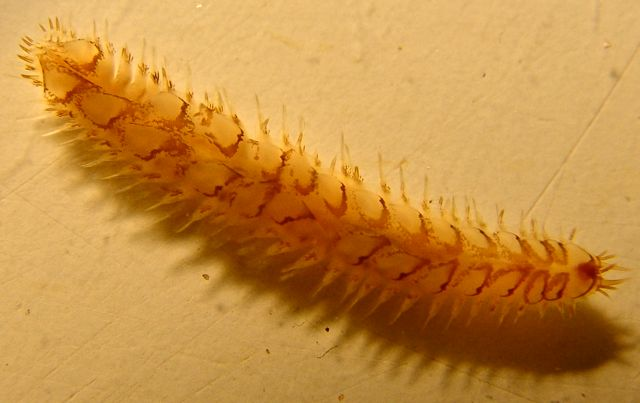
Lepidonotus squamatus

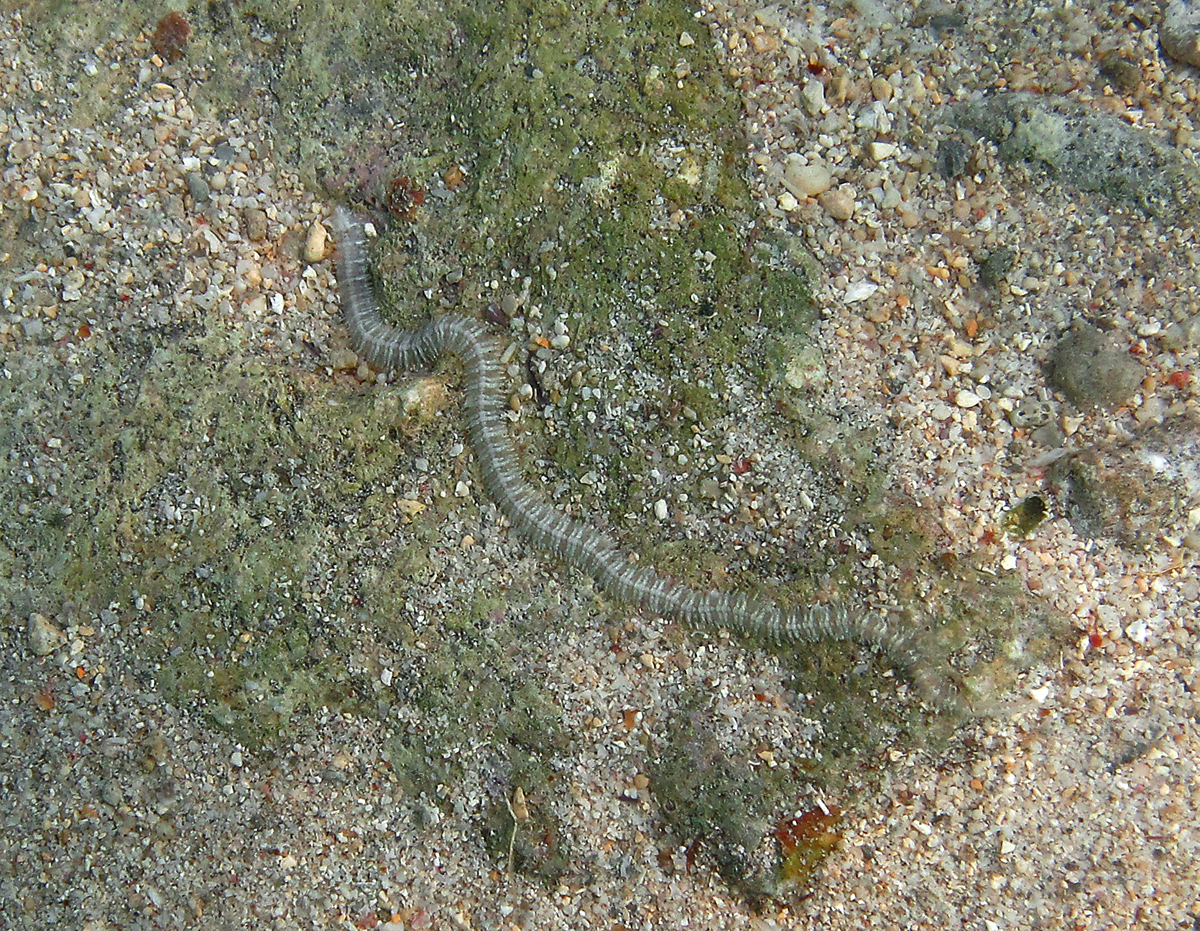
Un ver polynoïde à La Réunion (peut-être Lepidasthenia sp.)

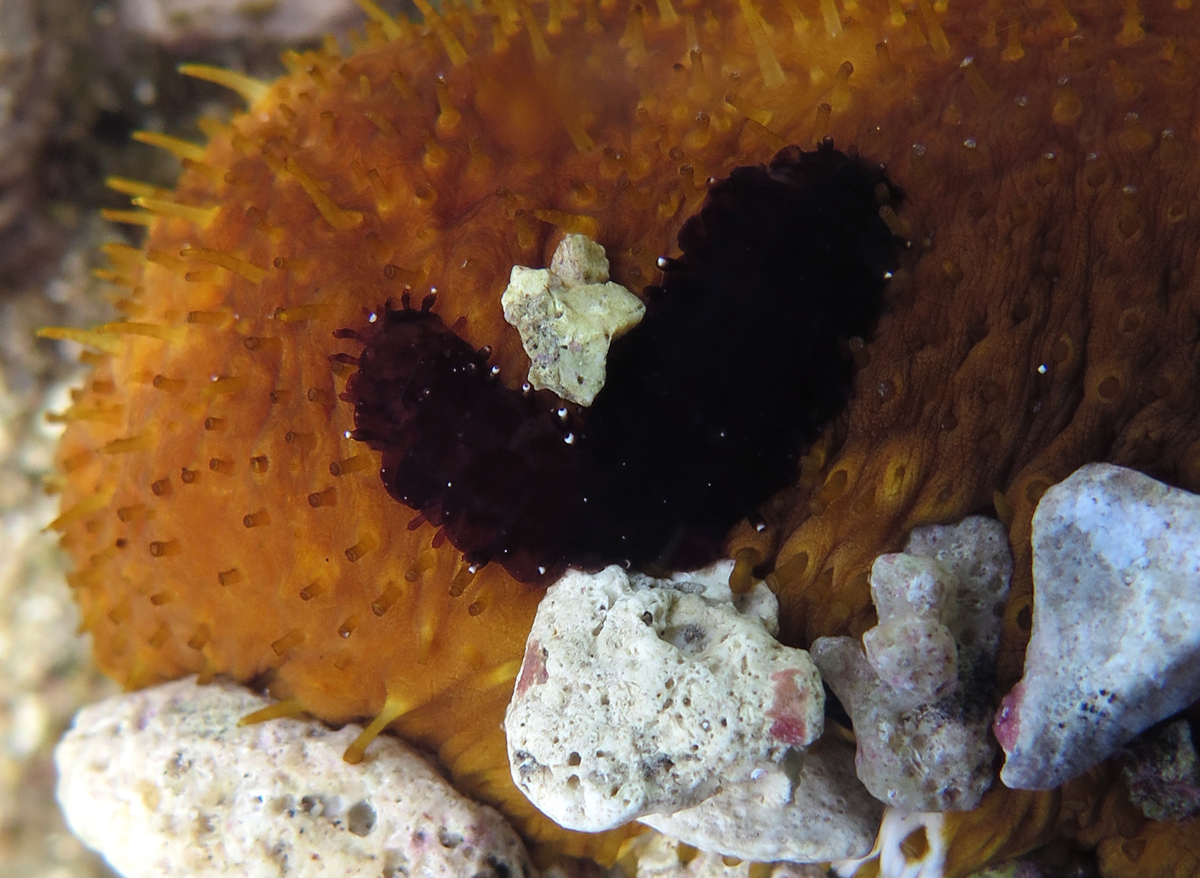
Gastrolepidia clavigera (sur Bohadschia subrubra).

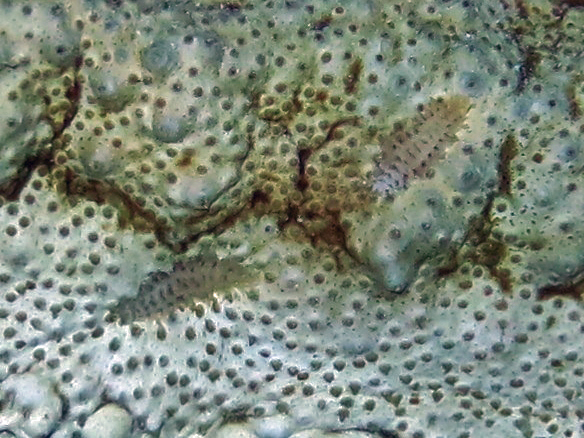
Deux polynoïdes (peut-être Gastrolepidia clavigera) vivant en symbiose sur le tégument d'une holothurie.

Ce sont des vers segmentés couverts de grosses écailles (« élytres ») attachées par leur centre et souvent richement ornementées ; ces écailles les font appeler « scale worms » en anglais (et « zeerupsen » en néerlandais). La tête porte deux paires d'yeux, trois antennes et des organes préhensiles : le proboscis contient quatre dents pointues. Le nombre de segments est presque toujours fixe, et certaines espèces peuvent atteindre 20 cm de long pour 10 cm de large. Très aplatis dorsalement (à la différence des proches Sigalionidae), leur silhouette est souvent ovale. 
Ce sont des prédateurs actifs, parfois commensaux d'animaux plus gros (notamment des holothuries). 

## Liste des sous-familles et genres
Selon World Register of Marine Species (20 octobre 2014) :
- sous-famille Admetellinae Uschakov, 1977
  - genre Admetella McIntosh, 1885
  - genre Bathyadmetella Pettibone, 1967
- genre Alentia Malmgren, 1866
- genre Andresia
- genre Antinoana
- genre Antinoe Kinberg, 1856
- genre Antipathypolyeunoa Pettibone, 1991
- sous-famille Arctonoinae Hanley, 1989
  - genre Arctonoe Chamberlin, 1920
  - genre Asterophilia Hanley, 1989
  - genre Bathynoe Ditlevsen, 1917
  - genre Gastrolepidia Schmarda, 1861
  - genre Parabathynoe Pettibone, 1990
- genre Australaugeneria Pettibone, 1969
- genre Barrukia Bergström, 1916
- genre Bathybahamas
- genre Bathycatalina
- genre Bathyedithia
- genre Bathyeliasona Pettibone, 1976
- genre Bathyfauvelia Pettibone, 1976
- genre Bathyhololepidella
- genre Bathykermadeca
- genre Bathykurila
- genre Bathylevensteinia
- genre Bathymacella Pettibone, 1976
- genre Bathymariana
- genre Bathymoorea
- genre Bathynotalia
- genre Bathytasmania
- genre Bathyvitiazia
- genre Bayerpolynoe Pettibone, 1991
- genre Benhamipolynoe
- genre Benhamisetosus
- genre Bouchiria
- sous-famille Branchinotogluminae Pettibone, 1985
  - genre Branchinotogluma Pettibone, 1985
- genre Branchiplicatus
- sous-famille Branchipolynoinae Pettibone, 1984
  - genre Branchipolynoe Pettibone, 1984
- genre Bruunilla
- genre Brychionoe
- genre Capitulatinoe
- genre Cervilia
- genre Chaetosphaera
- genre Dilepidonotus
- genre Disconatis
- genre Driechiopsis
- genre Drieschella Augener & Pettibone, 1970
- genre Drieschia
- genre Drieschiopsis
- sous-famille Eulagiscinae Pettibone, 1997
  - genre Eulagisca McIntosh, 1885
  - genre Pareulagisca Pettibone, 1997
- genre Eumolphe
- genre Euphione McIntosh, 1885
- genre Euphionella
- genre Eupolynoe McIntosh, 1874
- genre Frennia
- sous-famille Gesiellinae Muir, 1982
  - genre Gesiella Pettibone, 1976
- genre Gorekia Bergström, 1916
- genre Grubeopolynoe
- genre Hartmania Pettibone, 1955
- genre Hemilepidia Schmarda, 1861
- genre Herdmanella Darboux, 1899
- genre Hermenia Grube, 1856
- genre Hermilepidonotus Uschakov, 1974
- genre Heteropolynoe Bidenkap, 1907
- genre Hololepida Moore, 1905
- genre Hylosydna
- genre Intoshella
- genre Iphionella
- genre Iphionides
- genre Laenilla
- genre Lagisca Malmgren, 1866
- genre Lepidametria Webster, 1879
- sous-famille Lepidastheniinae Pettibone, 1989
  - genre Anotochaetonoe
  - genre Harmopsides
  - genre Lepidasthenia Malmgren, 1867
  - genre Lepidastheniella
- genre Lepidofimbria
- genre Lepidogyra Hartman, 1967
- genre Lepidonote
- sous-famille Lepidonotinae Willey, 1902
  - genre Alentiana Hartman, 1942
  - genre Allmaniella McIntosh, 1885
  - genre Augenerilepidonotus Pettibone, 1995
  - genre Chaetacanthus Seidler, 1922
  - genre Halosydna Kinberg, 1856
  - genre Halosydnella Hartman, 1938
  - genre Halosydnopsis Uschakov & Wu, 1959
  - genre Heteralentia Hanley & Burke, 1991
  - genre Hyperhalosydna Augener, 1922
  - genre Lepidonopsis Pettibone, 1977
  - genre Lepidonotus Leach, 1816
  - genre Olgalepidonotus Pettibone, 1995
  - genre Parahalosydna Horst, 1915
  - genre Polinoe
  - genre Thormora Baird, 1865
- sous-famille Lepidonotopodinae Pettibone, 1983
  - genre Lepidonotopodium Pettibone, 1983
  - genre Levensteiniella
  - genre Lobopelma
  - genre Lucopia
- sous-famille Macellicephalinae Hartmann-Schröder, 1971
  - genre Austropolaria Neal, Barnich, Wiklund & Glover, 2012
  - genre Bathycanadia
  - genre Bathyedithya
  - genre Bathymiranda
  - genre Bathypolaria
  - genre Macellicephala McIntosh, 1885
  - genre Oligolepis Levinsen, 1887
  - genre Sinantenna Hartmann-Schröder, 1974
- genre Macellicephaloides
- genre Macelloides Ushakov, 1957
- genre Medioantenna Imajima, 1997
- genre Natopolynoe
- genre Nemidia Malmgren, 1866
- genre Neobylgides
- genre Neohololepidella
- genre Nonparahalosydna
- genre Ophthalmonoe
- genre Paragattyana
- genre Paranychia
- genre Parapolyeunoa Barnich, Gambi & Fiege, 2012
- genre Pararctonoella
- genre Peinaleopolynoe
- genre Pelagomacellicephala
- genre Penaleopolynoe
- genre Perolepis
- genre Phyllantinoe
- genre Phyllohartmania
- genre Phyllosheila
- genre Plotolepis
- genre Podarmus
- sous-famille Polaruschakovinae Pettibone, 1976
  - genre Diplaconotum Loshamn, 1981
  - genre Polaruschakov Pettibone, 1976
- genre Polynoe Lamarck, 1818
- genre Polynoella
- genre Polynoina
- sous-famille Polynoinae Kinberg, 1856
  - genre Acanthicolepis McIntosh, 1900
  - genre Acholoe Claparède, 1870
  - genre Adyte Saint-Joseph, 1899
  - genre Antarctinoe Barnich, Fiege, Micaletto & Gambi, 2006
  - genre Antinoella Augener, 1928
  - genre Arcteobia Annenkova, 1937
  - genre Arctonoella Buzhinskaja, 1967
  - genre Australonoe
  - genre Austrolaenilla Bergström, 1916
  - genre Bylgides Chamberlin, 1919
  - genre Enipo Malmgren, 1866
  - genre Eucranta Malmgren, 1866
  - genre Eunoa
  - genre Eunoe Malmgren, 1866
  - genre Gattyana McIntosh, 1897
  - genre Gaudichaudius
  - genre Gorgoniapolynoe Pettibone, 1991
  - genre Harmothoe Kinberg, 1856
  - genre Hermadion Kinberg, 1856
  - genre Hermadionella Uschakov, 1982
  - genre Hesperonoe Chamberlin, 1919
  - genre Hololepidella Willey, 1905
  - genre Kermadecella Darboux, 1899
  - genre Leucia Malmgren, 1867
  - genre Malmgrenia McIntosh, 1874
  - genre Malmgreniella Hartman, 1967
  - genre Melaenis Malmgren, 1866
  - genre Monoclea
  - genre Neolagisca Barnich & Fiege, 2000
  - genre Neopolynoe Loshamn, 1981
  - genre Paradyte Pettibone, 1969
  - genre Parahalosydnopsis Pettibone, 1977
  - genre Paralentia
  - genre Paralepidonotus Horst, 1915
  - genre Parapolynoe
  - genre Pettibonesia Nemésio, 2006
  - genre Polyeunoa McIntosh, 1885
  - genre Pottsiscalisetosus
  - genre Robertianella McIntosh, 1885
  - genre Russellhanleya
  - genre Subadyte Pettibone, 1969
  - genre Tenonia Nichols, 1969
  - genre Tricosmochaeta
  - genre Verrucapelma Hanley & Burke, 1991
- genre Pseudohalosydna
- genre Pseudopolynoe Day, 1962
- genre Quetieria
- genre Rullieriella
- genre Scalisetosus McIntosh, 1885
- genre Sheila
- genre Showapolynoe Imajima, 1997
- genre Showascalisetosus
- genre Telodrieschia
- genre Telolepidasthenia Augener & Pettibone, 1970
- genre Thermiphione
- genre Thermopolynoe
- genre Tottonpolynoe Pettibone, 1991
- sous-famille Uncopolynoinae Wehe, 2006
  - genre Uncopolynoe Hartmann-Schröder, 1960
- sous-famille Vampiropolynoinae Marcus & Hourdez, 2002
  - genre Vampiropolynoe Marcus & Hourdez, 2002
- genre Wilsoniella Pettibone, 1993
- genre Ysideria Ruff in Blake, Hilbig & Scott, 1995